# William Faden

A map of the Mediterranean Sea with the Adjacent Regions and Seas in Europe, Asia and Africa. von William Faden, königlicher Geograph. London, gedruckt für Wm. Faden, Charing Cross, 1. März 1785.

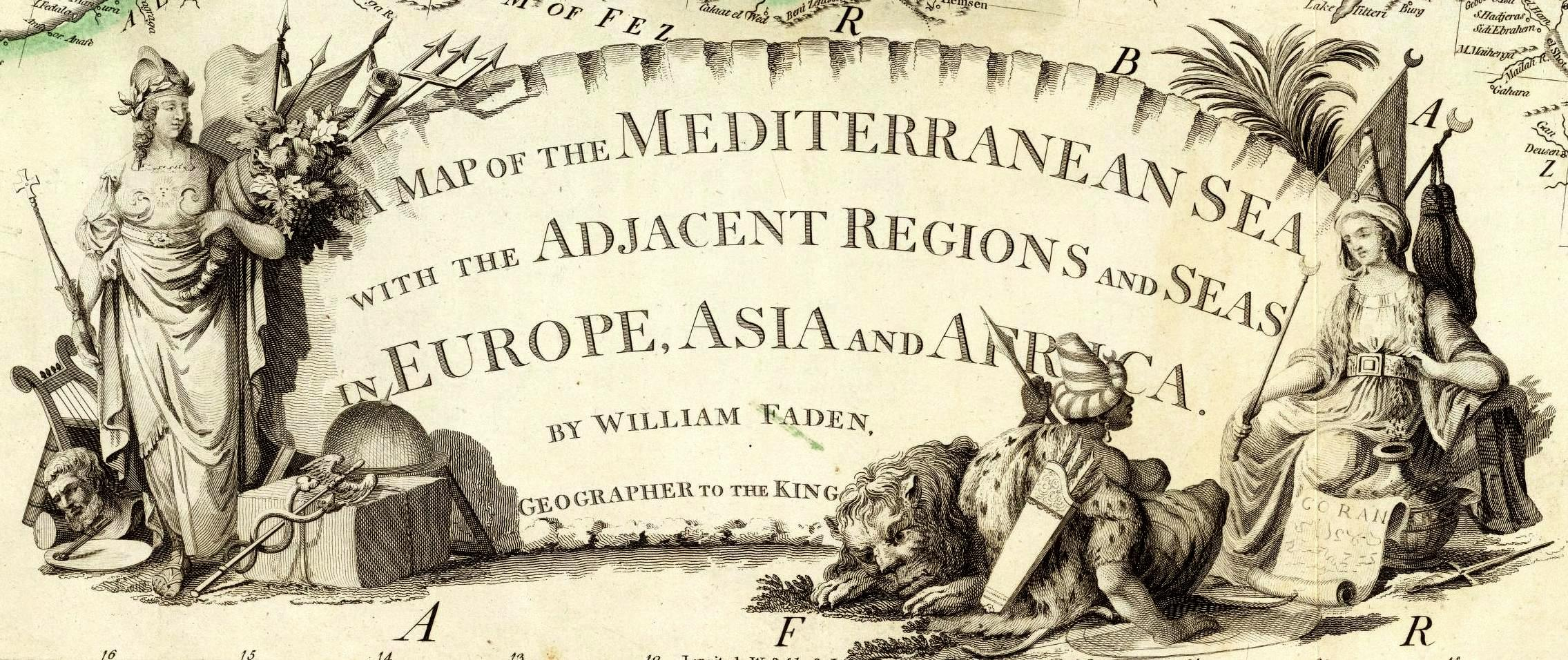
Impressum der Karte

William Faden (11. Juli 1749 – 21. März 1836) war ein englischer Kartograf und königlicher Geograf von König Georg III. Er war Kupferstecher, Verleger und auch Herausgeber von Zeitschriften.
Der Titel „geographer to the king“ wurde verschiedenen Personen im 18. Jahrhundert verliehen, darunter John Senex, Herman Moll, Emmanuel Bowen und Thomas Jeffreys. All diese Menschen, einschließlich William Faden, waren Kupferstecher und Verleger, keine Gelehrten oder Akademiker. Ihre Aufgabe war Karten für die Krone und das Parlament zu erstellen.

## Leben
William Faden wurde geboren als Sohn des Londoner Druckers Willam Faden senior (1711–1783), welcher schottischer Abstammung war (ursprünglich MacFaden). Er selbst druckte den nordamerikanischen Atlas im Jahr 1777, und es wurde der wichtigste Atlas, der die Kämpfe des Amerikanischen Unabhängigkeitskrieges darstellte. Im Atlas befinden sich 29 Karten, die detaillierte Kampfkarten, welche von Augenzeugen gezeichnet wurden, enthalten.
William wurde 1836 auf dem Friedhof St. Nicholas Churchyard in Shepperton, Spelthorne Borough, Surrey, England beerdigt.
William Faden war auch Herausgeber der Zeitschrift „The Public Ledger“ oder „The Daily Register“ in London.
Eine Liste der englischen Grafschaftskarten, die William Faden gedruckt hat, ist auch in einer seiner Biografien aufgeführt.

## Bibliografie
- William Faden: Catalogue of the geographical works, maps, plans, &c. published by W. Faden ... 1963, London: Map Collectors’ Circle. Originally published: London: W. Faden, 1822. 16 S.
- Thomas Jefferys, William Faden and Mary Sponberg Pedley: The map trade in the late eighteenth century: letters to the London map sellers Jefferys and Faden, 2000, Oxford: Voltaire Foundation. Correspondence in French, introduction and commentary in English.
- W. Laurence: Faden, William. Oxford: Oxford University Press. Dictionary of National Biography, 2004
- T. Williamson, A. Macnair: William Faden and Norfolk's 18th-century landscape. Oxford: Windgather Press, 2010